# Veduta
Veduta (tal.: vidik, pogled) je slika ili grafika koja detaljno prikazuje dio grada ili arhitektonske objekte u krajoliku oživljene sitnim ljudskim likovima i skupinama. Osnovni element je perspektiva, kojom se ostvaruje privid prostornosti. Razvila se u 17. stoljeću u Nizozemskoj, a osobito je bila popularna u Veneciji u 18. stoljeću. 
Najpoznatiji slikari veduta su: Bernardo Bellotto, Paul Brill, Canaletto, Francesco Guardi, Giovanni Paolo Pannini, Giovanni Battista Piranesi, Camille Pissarro, Domenico Quaglio, Johannes Vermeer, Gaspar van Wittel. Sljedbenici Canaletta i njegove škole u cijeloj su Europi izradili veliki broj slika koje su danas važna dokumentacija o gradovima u to doba. 